# Three Billboards Outside Ebbing, Missouri (Soundtrack)
Die Musik zum Film Three Billboards Outside Ebbing, Missouri wurde von Carter Burwell komponiert. Der Soundtrack wurde am 10. November 2017 von Varèse Sarabande Records veröffentlicht. Im Rahmen der Oscarverleihung 2018 war Burwell für seine Arbeit in der Kategorie Beste Filmmusik für einen Oscar nominiert.

## Entstehung
Die Musik zum Film Three Billboards Outside Ebbing, Missouri wurde von Carter Burwell komponiert. In der schwarzen Komödie von Martin McDonagh lässt die 50-jährige Mildred Hayes in der beschaulichen Gemeinde Ebbing großformatige Werbeplakate auf Jahrzehnte lang ungenutzten Plakatwänden anbringen, um die Polizei zum Handeln zu zwingen. In großen schwarzen Buchstaben sind dort nun am Straßenrand die Sätze „Raped While Dying“, „Still No Arrests?“ und zuletzt „How come, Chief Willoughby?“ zu lesen. Mildreds Tochter Angela war sieben Monate vorher in der Nähe ihres Elternhauses vergewaltigt und ermordet worden. Die Leiche wurde verbrannt, der Täter jedoch bisher nicht gefasst. Sheriff Bill Willoughby und Officer Jason Dixon von der örtlichen Polizei verwenden nach Meinung Mildreds zu wenig Mühe darauf, den Fall aufzuklären. Von einem Hauptverdächtigen im Mordfall fehlt noch jede Spur. Mildred ist so verletzt und wütend über das Verhalten der Ordnungshüter wie am ersten Tag und erklärt dem Polizeichef den Krieg. Selbst Reporter eines Fernsehsenders berichten über die außergewöhnliche Aktion.

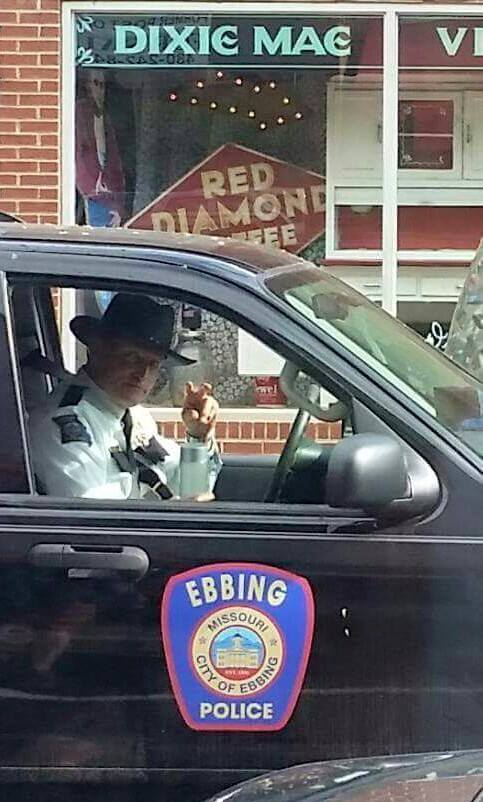
Woody Harrelson in der Rolle von Sheriff Bill Willoughby, hier bei den Dreharbeiten, wird von Mildred Hayes der Krieg erklärt

Trotz des ländlich anmutenden Americana-Szenarios und der dramatischen Tiefe der Geschichte, von der man erwartet, dass sie selbst musikalisch inspirierend sein würde, hatte Burwell große Schwierigkeiten, die richtige Herangehensweise an die Filmmusik zu finden und wurde schließlich von etwas ungewöhnlich Banalem inspiriert: dem Kostümdesign des Films. Burwell erinnert sich: „Ich bemerkte, dass Mildred ihr Outfit änderte, als sie auf dem Kriegspfad war, und dass andere Charaktere auch ihr Aussehen änderten, wenn sie zwischen den Rollen wechselten, die sie in dieser kleinen Stadt spielten. Ich bekam das Gefühl, dass Gewalt und Rache die vordergründigen Themen des Films sind. Da es in der Geschichte so viele vollwertig gezeichnete Figuren gibt, habe ich einen Ansatz von Ennio Morricones Filmmusik aus seinen Spaghetti-Western (die ich liebe) in Betracht gezogen und jeder Figur eine unverwechselbare musikalische Signatur verliehen, die auch bei wechselnden Allianzen bei ihnen bleibt. Aber am Ende schien das zu gewagt, und einige Hauptcharaktere, wie der von Sam Rockwell, bleiben bis kurz vor Ende des Films ohne untermalte Szenen. Ich beschloss, mich nur auf Mildred zu konzentrieren – den Film aus ihrer Perspektive zu sehen und das Spiel so zu spielen, wie sie es sieht. Wenn sie im Krieg ist, wird ein Stampf-und-Trommel-Marsch gespielt. Wenn sie über ihren Verlust nachdenkt, ist es eine gefühlvolle Gitarrenballade. Es gibt auch eine Melodie für den Tod, der nie weit weg ist. Während sich die Geschichte und die Beziehungen fortentwickeln, werden diese starken Farben beiseite gelegt und die Themen verweben sich subtiler miteinander, bis sie auf den letzten Filmmetern kaum noch zu unterscheiden sind.“
Burwells Beitrag zur Filmmusik ist etwas mehr als 20 Minuten lang. Das von Varèse Sarabande veröffentlichte Soundtrack-Album enthält zudem eine Handvoll Songs, die alle im Film prominent erscheinen und in einer wichtigen Weise verwendet werden und als Schlüsselelemente in einzelnen Szenen dienen, so zwei Versionen von Townes Van Zandts Buckskin Stallion Blues, eine davon in einer neuen Cover-Version von Amy Annelle, eine Version von Walk Away Renee von The Four Tops und eine Version von The Night They Drove Old Dixie Down von Joan Baez.
Mildred steht im Zentrum der Erzählung. Das Eröffnungsqueue Mildred Goes to War ist eine Kombination von Instrumenten, einschließlich Gitarren, Banjos, Röhrenglocken und Perkussionsinstrumenten, und beinhaltet zudem Stampfen und Klatschen.

## Veröffentlichung
Der Soundtrack umfasst 19 Musikstücke und wurde am 10. November 2017 bei Varese Sarabande veröffentlicht. Am 28. Februar 2018 wurden eigens für das Oscar-Konzert arrangierte Stücke aus der Filmmusik vom Los Angeles Philharmonic live gespielt.

## Titelliste
1. Mildred Goes to War (1:22)
2. The Deer (2:06)
3. Buckskin Stallion Blues – Townes Van Zandt (2:59)
4. A Cough of Blood, A Dark Drive (2:37)
5. I’ve Been Arrested (0:38)
6. Fruit Loops (1:29)
7. His Master’s Voice – Monsters Of Folk (4:49)
8. Billboards On Fire (2:24)
9. Slippers (1:19)
10. The Last Rose of Summer – Renée Fleming, Jeffrey Tate & The English Chamber Orchestra (4:51)
11. My Dear Anne (2:35)
12. Walk Away Renee – The Four Tops (2:44)
13. Billboards Are Back (1:24)
14. Collecting Samples (1:15)
15. Sorry Welby (1:43)
16. The Night They Drove Old Dixie Down – Joan Baez (3:23)
17. Countermove (1:56)
18. Can’t Give Up Hope (0:30)
19. Buckskin Stallion Blues – Amy Annelle (3:21)

## Rezeption
Thomas Hartmann von MDR Kultur sagt: „Nicht nur einmal hat man bei dem Soundtrack zu Three Billboards Outside Ebbing, Missouri das Gefühl, er entführe einen in die Vergangenheit. In die Zeit des Wilden Westens. […] Songs sind dabei von Townes van Zandt, den Four Tops, Joan Baez. Manche davon ergänzen den Score einfach, runden ihn ab, aber das lässt sich nicht von jeder Komposition sagen, die auftaucht. Wenn zum Beispiel The Last Rose Of Summer aus Friedrich von Flotows Oper Martha erklingt, gleicht dies eher einem Kontrapunkt, einem ironischen Bruch. Einer, der mit sehr viel Feingefühl gesetzt sein muss, denn als Gesamtkunstwerk soll dieses Album ja trotzdem funktionieren.“
Für Jonathan Broxton ist das Stück Mildred Goes to War eines der besten und denkwürdigsten Dinge, die Burwell seit langer Zeit geschrieben hat.
Mihnea Manduteanu fragt sich, wie Carter Burwell eine solche Musik schreiben konnte, die so einfach und doch so kraftvoll ist und wie eine minimale Anzahl von Instrumenten so viele Emotionen vermitteln kann.

## Auszeichnungen (Auswahl)
British Independent Film Awards 2017
- Auszeichnung für die Beste Filmmusik (Carter Burwell)[6]

Golden Globe Awards 2018
- Nominierung für die Beste Filmmusik (Carter Burwell)[7]

Oscarverleihung 2018
- Nominierung für die Beste Filmmusik (Carter Burwell)